# Bulbophyllum luederwaldtii
Bulbophyllum luederwaldtii é uma espécie de orquídea (família Orchidaceae) pertencente ao gênero Bulbophyllum. Foi descrita por Frederico Carlos Hoehne e Schltr. em 1926.